# Kościół św. Macieja Apostoła i św. Katarzyny w Ratoszynie Pierwszym
Kościół św. Macieja Apostoła i św. Katarzyny w Ratoszynie Pierwszym – rzymskokatolicki kościół parafialny zlokalizowany w Ratoszynie Pierwszym, w powiecie opolskim, w województwie lubelskim. Funkcjonuje przy nim parafia św. Macieja Apostoła i św. Katarzyny.

## Historia

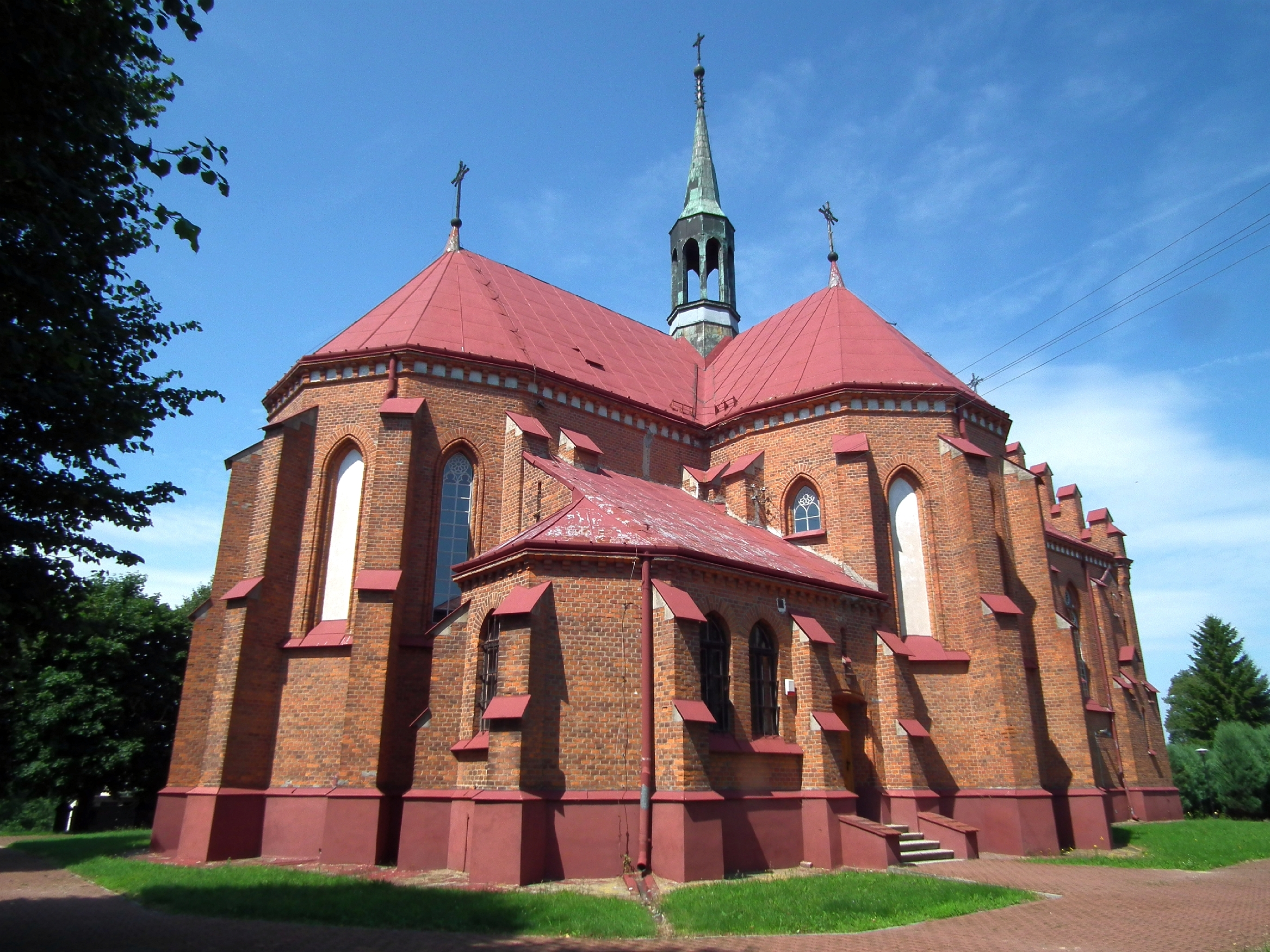
Widok od prezbiterium

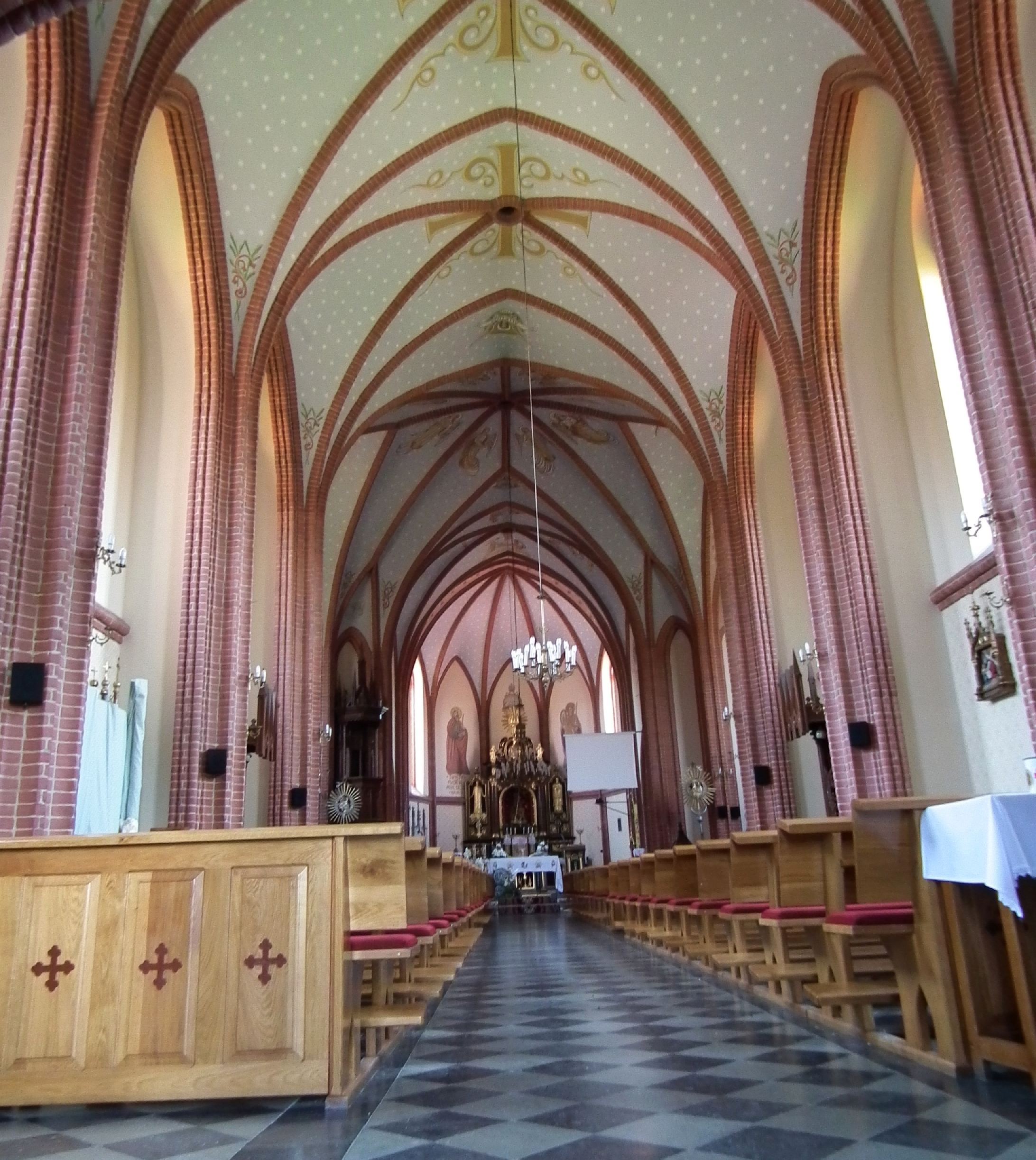
Wnętrze

Pierwsza wzmianka o lokalnej parafii pochodzi z 1328 (od 1541 kościół filialny parafii chodelskiej). W 1737 spalił się poprzedni kościół drewniany, jednak wkrótce został odbudowany. Obecny wzniesiono według projektu przygotowanego przez Józefa Piusa Dziekońskiego w latach 1911-1912. Nie był do dziś przebudowywany, oprócz skrócenia sygnaturki po zniszczeniach wywołanych burzą.

## Architektura
Neogotycki obiekt jest orientowany, ceglany, jednonawowy, trójprzęsłowy, wzniesiony na planie krzyża łacińskiego. Ramiona transeptu zamknięte są pięciobocznie. Jednoprzęsłowe prezbiterium jest węższe od nawy i także zamknięte pięciobocznie. Po jego bokach znajdują się zakrystia i skarbczyk na planie prostokątów. Od zachodu do bryły przylega kruchta. Główne części kościoła przykrywają kryte blachą dachy dwuspadowe o więźbie krokwiowo-stolcowej. Stropy są ceglane i otynkowane, a posadzka z marmuru (nieoryginalna). Na skrzyżowaniu nawy z transeptem umieszczono sygnaturkę z iglicą. Fasada jest jednoosiowa, ze szczytem uskokowym. Portal wejściowy jest ostrołukowy, profilowany. Nad nim znajduje się okno w formie rozety. Prezbiterium i elewacje boczne wspierają szkarpy, pomiędzy którymi umieszczono okna lub blendy. Pod okapem znajduje się tynkowany fryz z kształtkami ceglanymi. Portal wejściowy i boczne wejście zaakcentowano domkami portalowymi.
Wnętrze nakrywa sklepienie krzyżowo-żebrowe, spływające na filary za pomocą służek. W mniejszych pomieszczenia wykonano sklepienia krzyżowe. Sklepienia i ściany nawy dekorowane są ornamentem i rzeźbami oryginalnymi, jak również późniejszymi. Zachowane jest częściowo wyposażenie z poprzedniego kościoła drewnianego. Ambona i konfesjonały są natomiast neogotyckie.
Kościołowi towarzyszą dwie dzwonnice: drewniana z XVIII wieku i powojenna, metalowa. Obok stoją też: krzyż misyjny i figura maryjna.

## Galeria (budowle drewniane)

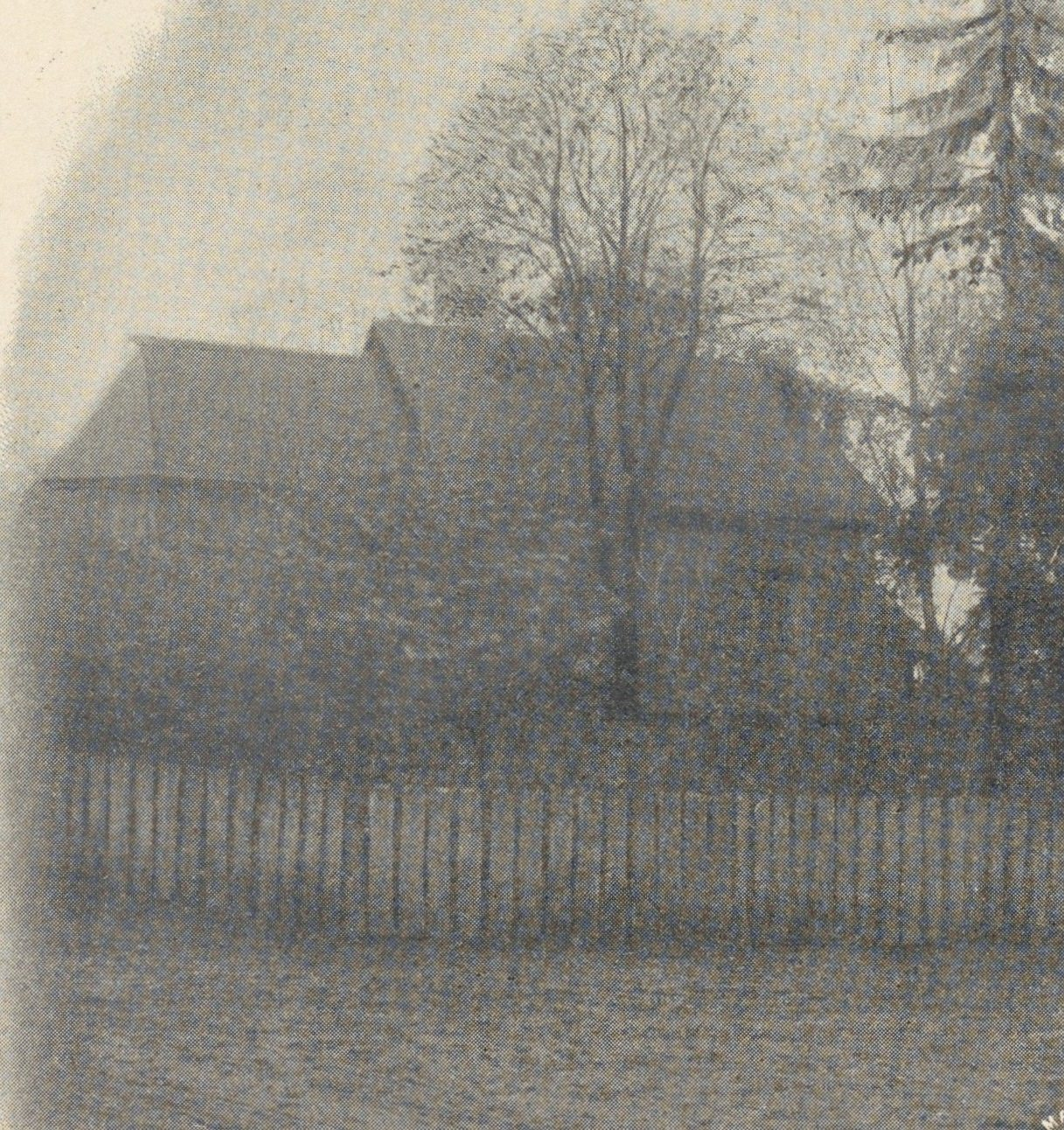
Pierwszy kościół drewniany przed 1908
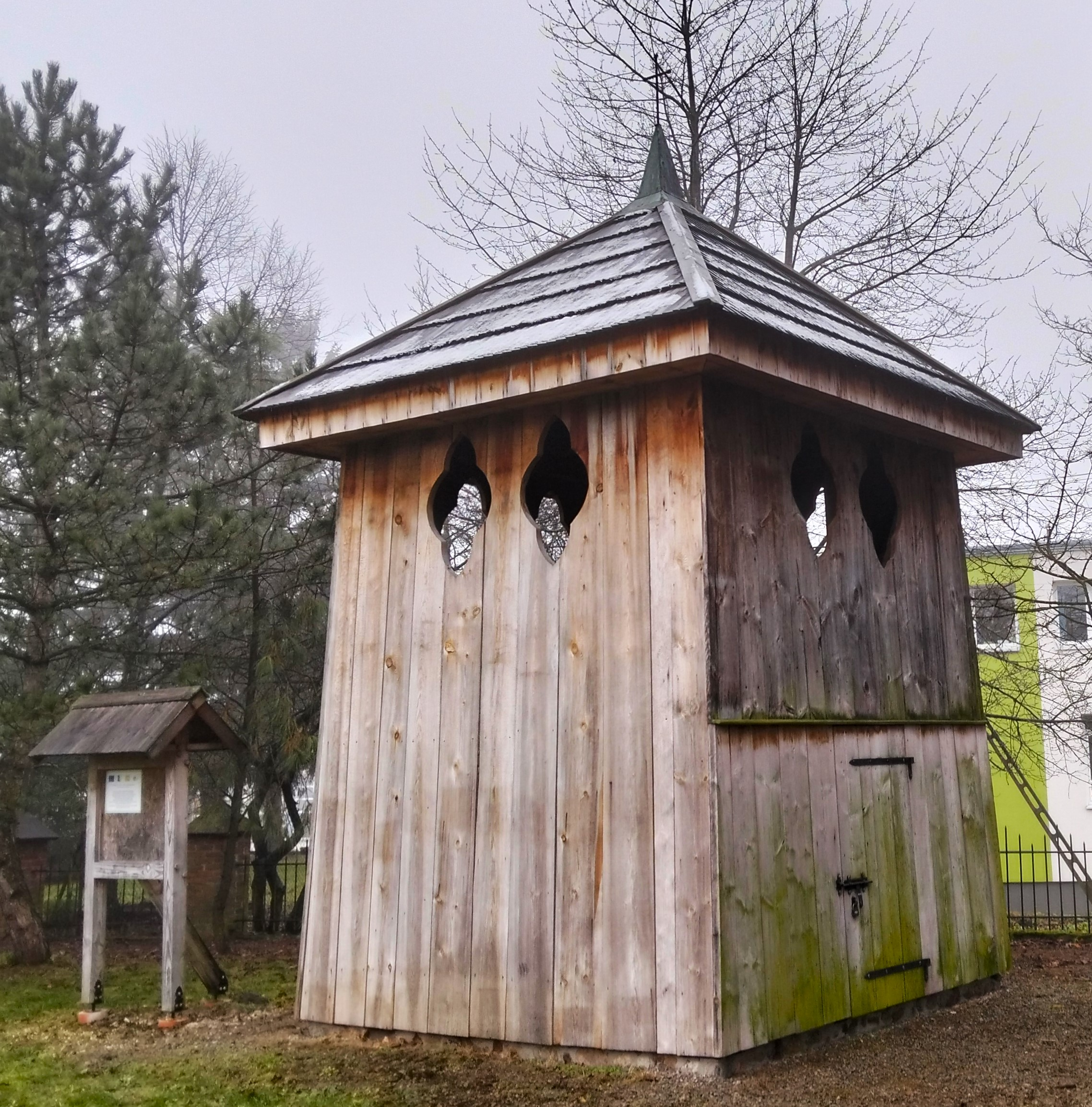
Dzwonnica z XVIII w.